# جورج بورجو
جورج بورجو ولد في 27 يوليو 1914 ب لوزان وتوفى في 6 ديسمبر 1998 بباريس، وهو كاتب من كانتون فود. حصل على جائزة رينودو الأدبية عام 1974.